# Mary Anning
Mary Anning (Lyme Regis (Dorset), 21 mei 1799 - aldaar, 9 maart 1847) was een Engelse fossielenverzamelaarster en paleontologe, onder andere bekend geworden met ontdekkingen van Ichthyosaurus en Plesiosaurus. Ze zocht haar leven lang naar fossielen in de kalkstenen kliffen van Lyme Regis, die tegenwoordig tot de zogenaamde Jurassic Coast worden gerekend.

## Biografie
Anning werd geboren in een straatarme familie. Haar moeder was Molly Moore. Haar vader Richard Anning was een timmerman die om wat bij te verdienen fossielen verzamelde om deze aan toeristen te verkopen. Het echtpaar kreeg 10 kinderen, waarvan er twee in leven bleven. Anning leerde lezen en schrijven op de zondagsschool. Toen haar vader stierf aan tuberculose in 1811 begonnen Mary en haar oudere broer Joseph fulltime fossielen uit te hakken in de hoge krijtrotsen om deze te verkopen aan toeristen om aan geld te komen. In het begin van de 19e eeuw kwam het verzamelen van fossielen in zwang, toen steeds duidelijker werd dat fossielen een belangrijke bijdrage konden leveren aan de biologie en geologie. Hoewel Anning in de eerste plaats geld probeerde te verdienen, kwam ze in aanraking met bekende wetenschappers uit die tijd, die de fossielen van haar kochten.
Dankzij haar inkomen kon ze een winkel beginnen in een eigen pand, Anning's Fossil Depot. In 1835 verloor ze echter haar spaargeld, en kreeg ze bovendien borstkanker. Door de pijnstiller laudanum die ze gebruikte ging ze zwalken en beletten haar dorpsgenoten de krijtrotsen te beklimmen om fossielen te zoeken. Ze kreeg een toelage van de British Association for the Advancement of Science die haar financiële zorgen wegnam.
Mary Anning stierf in 1847 op 47-jarige leeftijd. 

## Annings vondsten
Anning vestigde voor het eerst de aandacht op zich in 1811, met haar vondst van een bijna complete Ichthyosaurus, een paar maanden na het overlijden van haar vader. Het jaar ervoor was de schedel van het fossiel ontdekt door haar broer, door een storm was nu de rest van het fossiel ook bloot komen te liggen. Dit was in feite niet de eerste ichthyosauriër die ooit was ontdekt, er zijn beschrijvingen van een vondst in Wales in 1699. Desondanks was het een belangrijke vondst, die verhuisde naar Londen en werd beschreven in de Philosophical Transactions of the Royal Society. Anning zou later nog twee andere soorten ichthyosauriërs vinden.
Terwijl Joseph zich bekwaamde als meubelmaker, ging Mary corresponderen met paleontologen, die ook naar haar woonplaats kwamen om haar te ontmoeten.

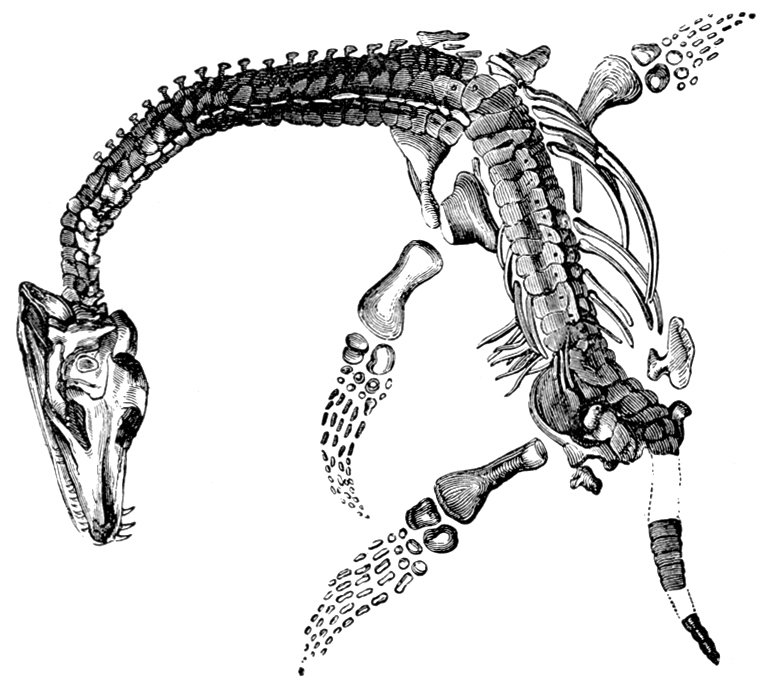
Tekening van de door Anning gevonden Plesiosaurus

In 1823 was Anning de ontdekster van een fossiel van Plesiosaurus, dat door William Conybeare werd benoemd als Plesiosaurus dolichodeirus, maar niet het holotype van het taxon Plesiosaurus is. Ook vond ze een gaaf fossiel van Diapedium politum, een straalvinvis, die in 1828 beschreven werd. In datzelfde jaar vond ze de eerste pterosauriër buiten Duitsland (Pterodactylus macronyx, later door Richard Owen hernoemd tot Dimorphodon macronyx); dit fossiel van een vliegende archosauriër was waarschijnlijk de eerste vrij complete pterosauriër die ooit gevonden was in Engeland. Dit zijn de drie belangrijkste vondsten van Anning, die ook vele minder belangrijke ontdekkingen van fossielen deed.
In een brief aan William Buckland schreef ze over kegelvormige stenen die ze vond, en die zij interpreteerde als fossiele uitwerpselen van Ichthyosaurus. Buckland ontwikkelde hierop het begrip coprolieten.

## Betekenis voor de wetenschap en erkenning

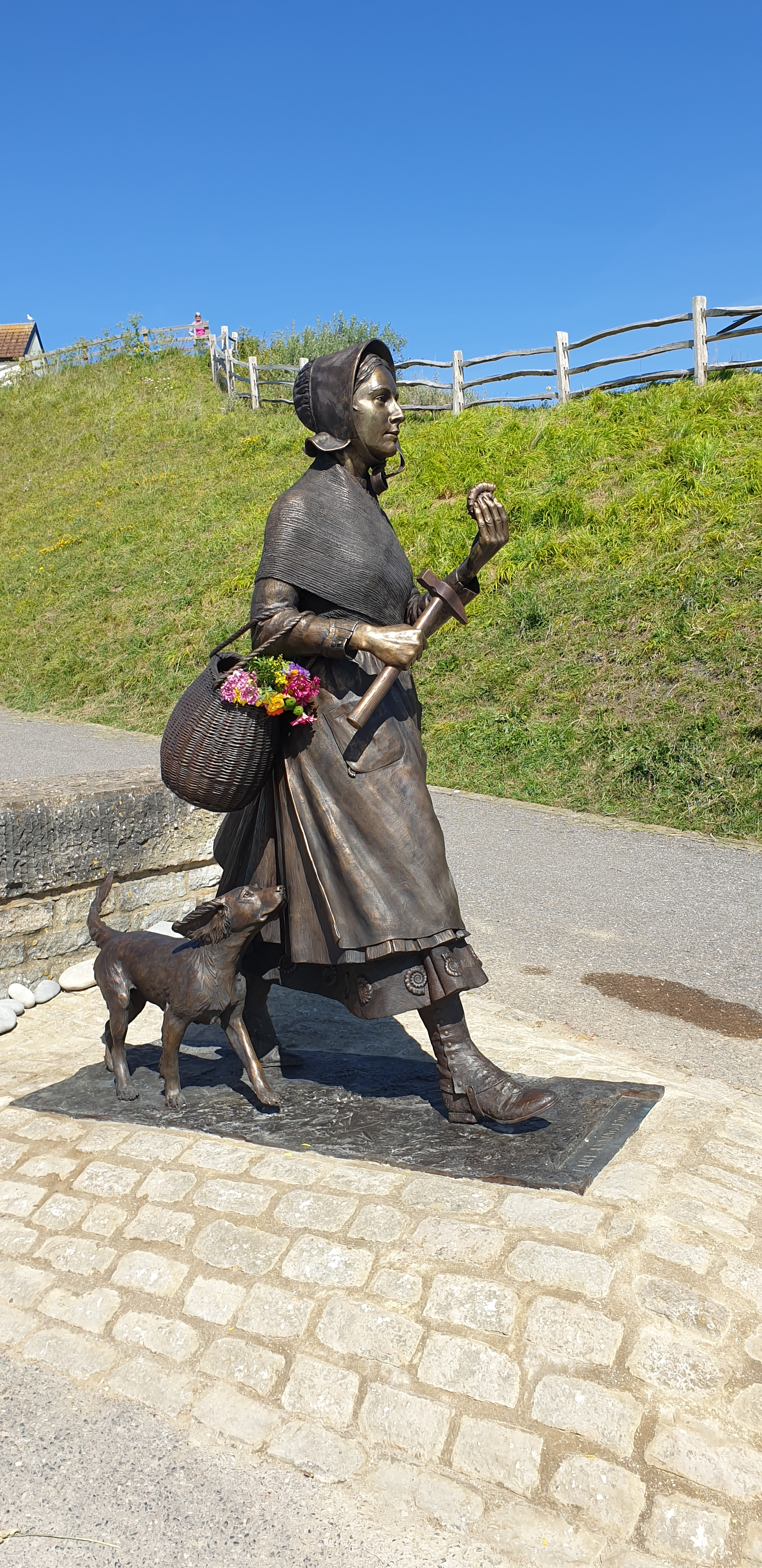
Standbeeld van Mary Anning in Lyme Regis, 2022

Hoewel Anning haar fossielen zocht om te verkopen, wist ze er veel van af en besefte ze de wetenschappelijke waarde van haar fossielen goed. Ze was een autodidact die in staat was zonder ervoor te zijn opgeleid haar vondsten te beschrijven, te tekenen en de exacte locatie vast te leggen. Het was onder andere dankzij Annings fossielen dat biologen een veel duidelijker besef kregen van hoe soorten gedurende de geologische tijdschaal zijn uitgestorven terwijl nieuwe soorten ontstonden. Dit besef zou de evolutietheorie sterk veranderen. Het leidde tot het lamarckisme en uiteindelijk tot Darwins inzicht dat evolutie door natuurlijke selectie plaatsvindt.
De Britse geoloog Henry De la Beche tekende en aquarelleerde reconstructies van de fossielen die Mary Anning in het Jura van Dorset vond. Omdat zij armlastig was, verkocht hij prenten naar zo'n aquarel en gaf hij de opbrengst aan haar. Zelf was ze een bekwaam illustrator. Voor pentekeningen gebruikte ze de fossiele inkt van koppotigen die ze weer vloeibaar wist te maken.

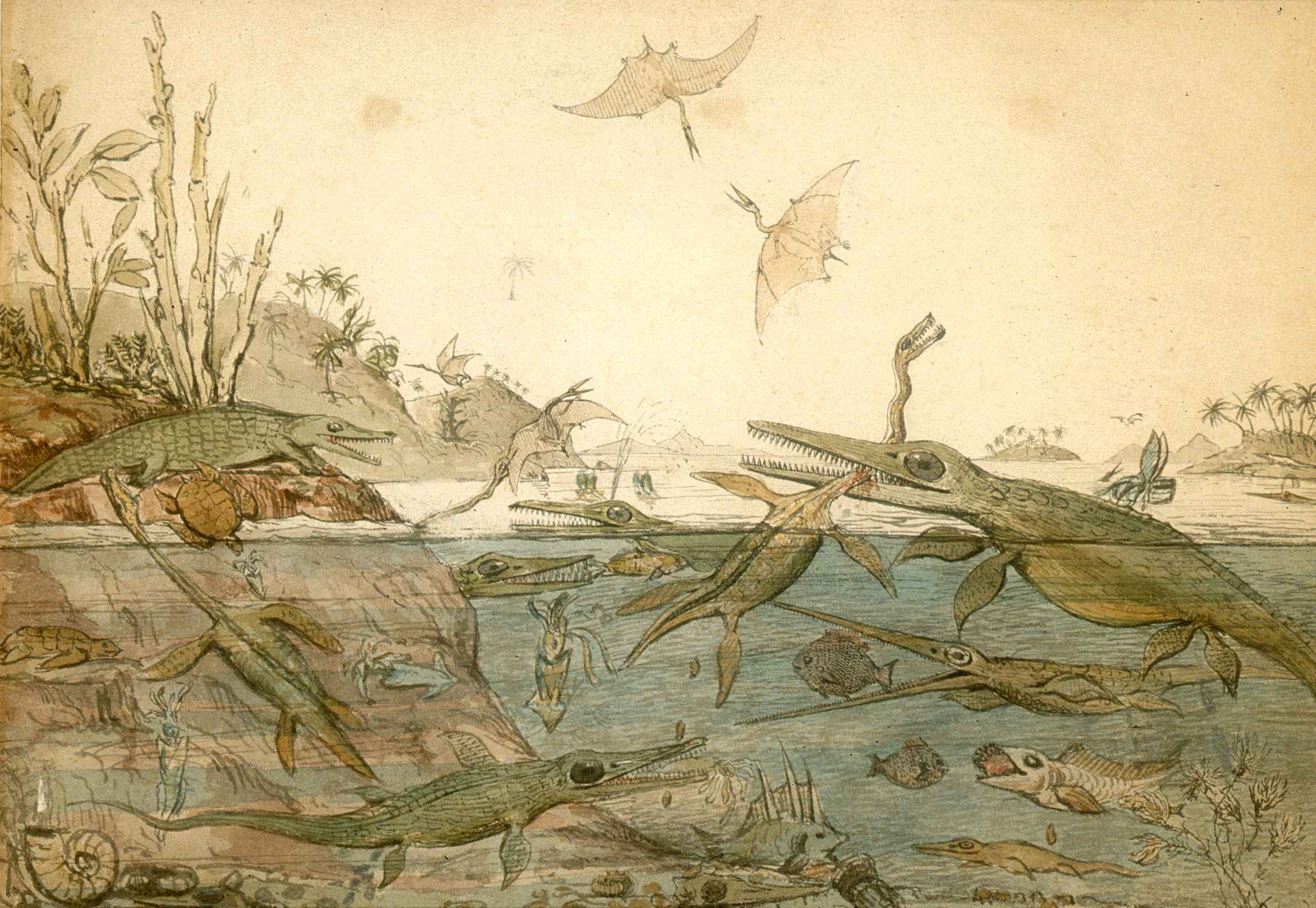
Prent van De la Beche met reconstructies van fossielen die Anning had gevonden.

Anning werd tijdens haar leven erkend als een autoriteit in de paleontologie, maar kreeg nooit een academische positie, die indertijd voor mensen van haar sekse en klasse niet openstond. Vrouwen mochten lezingen bijwonen maar konden zich niet inschrijven aan universiteiten. Onderzoekers gebruikten wel haar resultaten, maar noemden haar naam vaak niet. Wel werd ze als dank voor haar werk benoemd tot erelid van de Geological Society en kreeg een jaarlijkse annuïteit van de British Association for the Advancement of Science om haar werk te kunnen voortzetten. Een echt lidmaatschap van een society was voor vrouwen in die tijd niet gebruikelijk. Anning correspondeerde met wetenschappers uit heel Europa en verkocht fossielen aan veel instituten.

## Wetenswaardigheden
- Mary Anning wordt vaak genoemd als de bron van de tongbreker: She sells seashells by the seashore. Dit is echter slechts een legende: de tongbreker bestond al lang en is niet op haar leven gebaseerd.
- In 1991 werd een caldeira op de planeet Venus naar haar vernoemd, Anning Paterae.
- In de lokale kerk van Lyme Regis werd door onder andere de Geological Society een glas-in-loodraam geplaatst ter ere van haar bijdragen aan de geologie.[1]

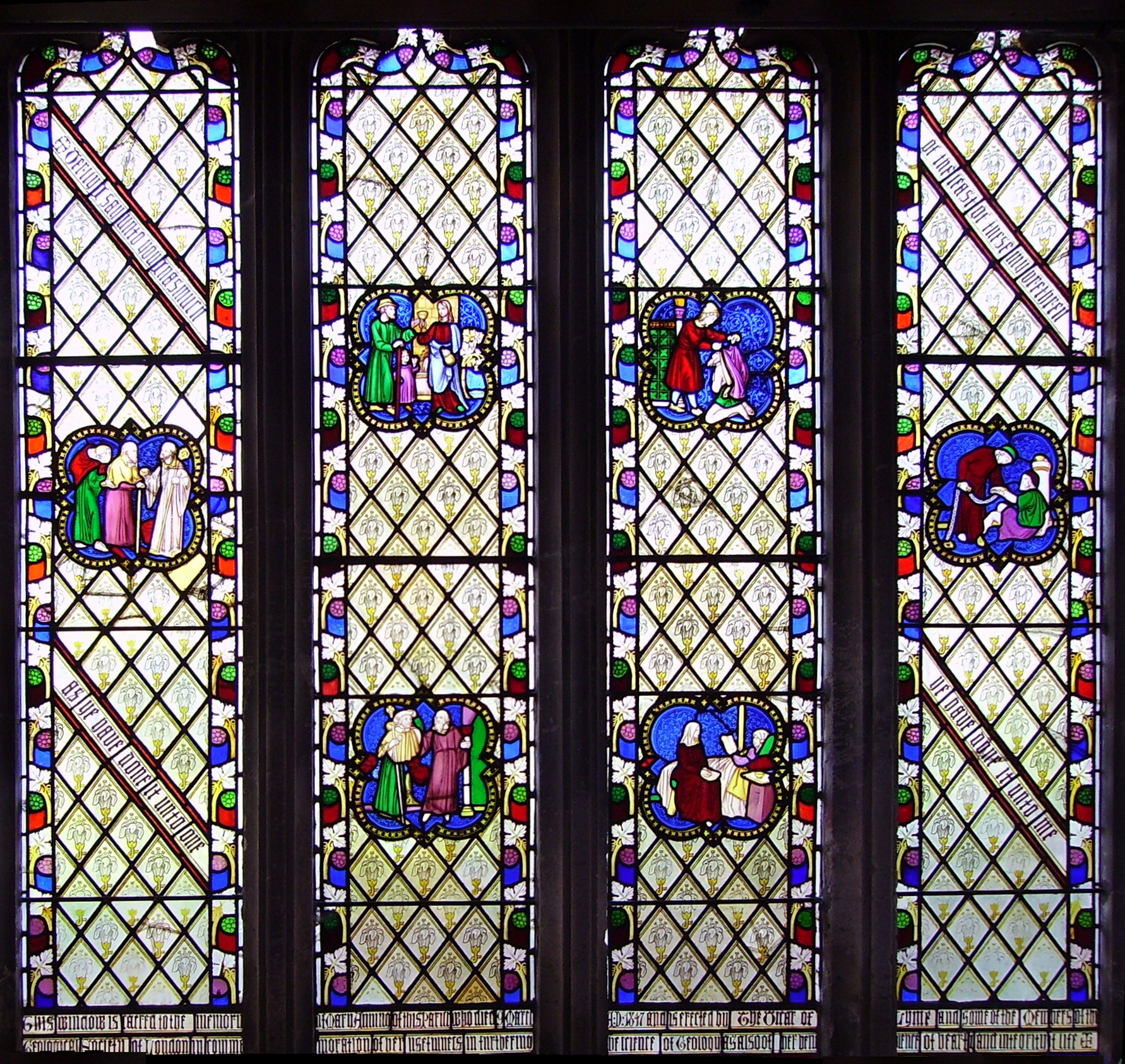
Glas-in-loodraam ter ere van Mary Anning

### Films
- Mary Anning uit 2018 is een korte film van regisseuse Natashia Mattocks over het leven van Anning, het gebrek aan erkenning en de druk vanuit de kerk.[3][4]
- Ammonite uit 2020 is gebaseerd op haar (fictionele) amoureuze relatie met Charlotte, de vrouw van geoloog Murchison.